# Wings (periodico)
Wings (月刊ウィングス?, Gekkan Uingusu) è una rivista giapponese di manga shōjo pubblicata dalla Shinshokan per un pubblico di ragazze adolescenti intorno ai 18 anni o per gli appassionati di storie fantasy.
Precedentemente la Wings pubblicava varie edizioni speciali, come le Shinshokan South, chiamata anche South, la Phantom Club, Huckleberry, Un Poco, e Wings: Storie. Attualmente solo Un Poco e Wings: Story sono pubblicate.

## Mangaka e serie pubblicate nellaWings
- CLAMP
  - Hidari Te
  - RG Veda
  - Suito no yonkyōdai sōryūden gaiden
  - Tokyo Babylon
- Mizuki Hakase
  - The Demon Ororon
  - Empire of Midnight
- Minekura Kazuya
  - Stigma (manga)
- Yun Kouga
  - Earthian
- Misaho Kujirado
  - Princess Ai (creato da Courtney Love e DJ Milky)
- Yuki Miyamoto
  - Cafe Kichijouji de (scritto da Kyoko Negishi)
- Mineko Ohkami
  - Dragon Knights
- Kaori Ozaki
  - Immortal Rain
- Shuri Shiozu
  - Ghost!
- Mikiyo Tsuda
  - The Day of Revolution
  - Princess Princess
- Fumi Yoshinaga
  - Antique Bakery
- Ako Yutenji
  - Liling-Po
- Tomo Maeda
  - Black Sun Silver Moon